# Ребро (геометрія)

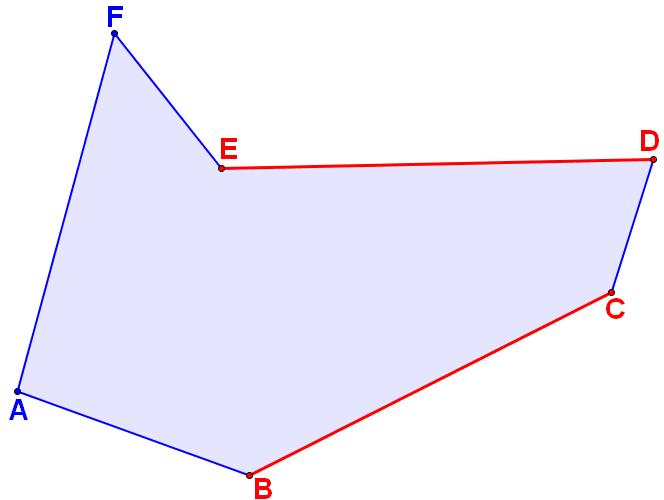
Многокутник ABCDEF з позначеними червоним кольором ребрами BC і DE

| Три ребра: AB, BC і CA — кожне між двома вершинами трикутника.  | Багатокутник, обмежений чотирма сторонами; Цей квадрат має 4 ребра.                                               |
| У багатограннику кожне ребро розділяє 2 грані, як у цьому кубі. | Кожне ребро розділяє 3 або більше граней у чотиривимірному багатограннику, як показано на цій проєкції тесеракту. |

Ребро́ — в геометрії одновимірний відрізок, що з'єднує дві сусідні нульвимірні вершини многокутника, багатогранника або політопа довільної вимірності. В многокутнику ребро ще називають стороною. В багатограннику або, більш загально, у політопі ребро є відрізком в якому дві грані з'єднуються. Відрізок, який з'єднує дві вершини та проходить всередині або зовні не є ребром, натомість його називають діагоналлю.
Замкнута послідовність ребер на площині утворює многокутник або грань багатогранника.

## Ребра в графах
В теорії графів, ребра — це абстрактний об'єкт, що з'єднує дві вершини графу, на відміну від багатокутника і багатогранника, ребра якого мають конкретне геометричне подання у вигляді лінійного сегмента. Однак, будь-який поліедр може бути представлений у вигляді його кістяку, а саме графом, вершини якого є вершинами многогранника, і у геометричному вигляді. З іншого боку, графи, які є скелетами тривимірних багатогранників, можна охарактеризувати по теоремі Штайніца як з'єднані трьома вершинами планарні графи.

## Число ребер багатогранника
Будь-який опуклий багатокутник має Ейлерову характеристику:
{\displaystyle V-E+F=2}
де V — число вершин, Е — число ребер і F — число граней. Це рівняння відоме як формула Ейлера для багатогранника. Таким чином, число ребер на 2 менше, ніж сума числа вершин і граней. Наприклад, куб має 8 вершин і 6 граней, 12 ребер.

## Належність граням
У полігоні два ребра зустрічаються у кожній вершині; в цілому за теоремою М. Балінського існує принаймні n граней в кожній вершині n-вимірного опуклого багатогранника. Аналогічно у багатограннику рівно дві грані відповідає кожному ребру, у той час як у вищих вимірностях ребру може відповідати три грані або й більше.

## Альтернативна термінологія
У теорії багатомірних опуклих багатогранників грані або сторони n-вимірного багатогранника є одними з його (n − 1)-вимірною особливостей, що хребет — це (n − 2)-вимірних просторових об'єктів, і пік це (n − 3)-вимірний просторовий об'єкт. Таким чином, ребрами полігону є його грані, ребрами 3-вимірного опуклого багатогранника є його хребти, а піки 4-вимірного багатогранника є його вершини.